# Mieczysław Kafel
Mieczysław Kafel (ur. 1 lipca 1912 w Turzy, zm. 1 marca 1971 w Warszawie) – polski działacz ruchu ludowego, prawnik, prasoznawca, badacz prasy, organizator studiów dziennikarskich.

## Życiorys
Urodził się 1 lipca 1912 w Turzy w rodzinie chłopskiej. Studiował na Wydziale Prawa Uniwersytetu Jagiellońskiego. Należał do Związku Młodzieży Wiejskiej RP Wici, wyznawał poglądy skrajnie lewicowe. W okresie II Rzeczypospolitej był więziony przez władze sanacyjne. Od 1934 zamieszkiwał w Warszawie. Był sekretarzem redakcji „Polska Ludowa”, współpracownikiem Polskiej Agencji Agrarnej. Podczas okupacji niemieckiej współdziałał z ludowym ruchem oporu. Po wojnie nadal działał w sferze dziennikarskiej, jednocześnie prowadząc badania naukowe w dziedzinie prasoznawstwa. W 1945 uzyskał doktorat na Wydziale Prawa UJ na podstawie pracy pt. Ekonomiczne oblicze zawodu dziennikarskiego w Polsce (promotorem był prof. Adam Krzyżanowski). Od 1948 pracował na Wydziale Dziennikarskim Akademii Nauk Politycznych w Warszawie, a po reorganizacji od 1950 na Wydziale Dziennikarskim Uniwersytetu Warszawskiego, gdzie był adiunktem, zastępcą profesora, od czerwca 1955 docentem. W 1962 uchwałą Rady Państwa otrzymał tytuł profesora nadzwyczajnego. Od 1956 był redaktorem naczelnym czasopisma „Prasoznawstwo”, będącego pierwszym w Polsce periodykiem dotyczącego tej dziedziny (wydawcą był Wydział Dziennikarski UW oraz Zakład Badań Prasoznawczych RSW „Prasa”), w 1957 przekształconego w „Kwartalnik Prasoznawczy”. Publikował także w kwartalniku „Zeszyty Prasoznawcze”. Sprawował stanowisko dziekana Wydziału Dziennikarskiego, kierownika Studium Dziennikarskiego. Działał i był wiceprzewodniczącym organizacji AJERI, powołanej przez UNESCO przy Uniwersytecie w Strasburgu celem badań prasoznawczych. Był autorem ok. 120 publikacji. Zmarł 1 marca 1971 w Warszawie.  Pochowany na cmentarzu Powązki Wojskowe w Warszawie (kwatera A31-1-10).

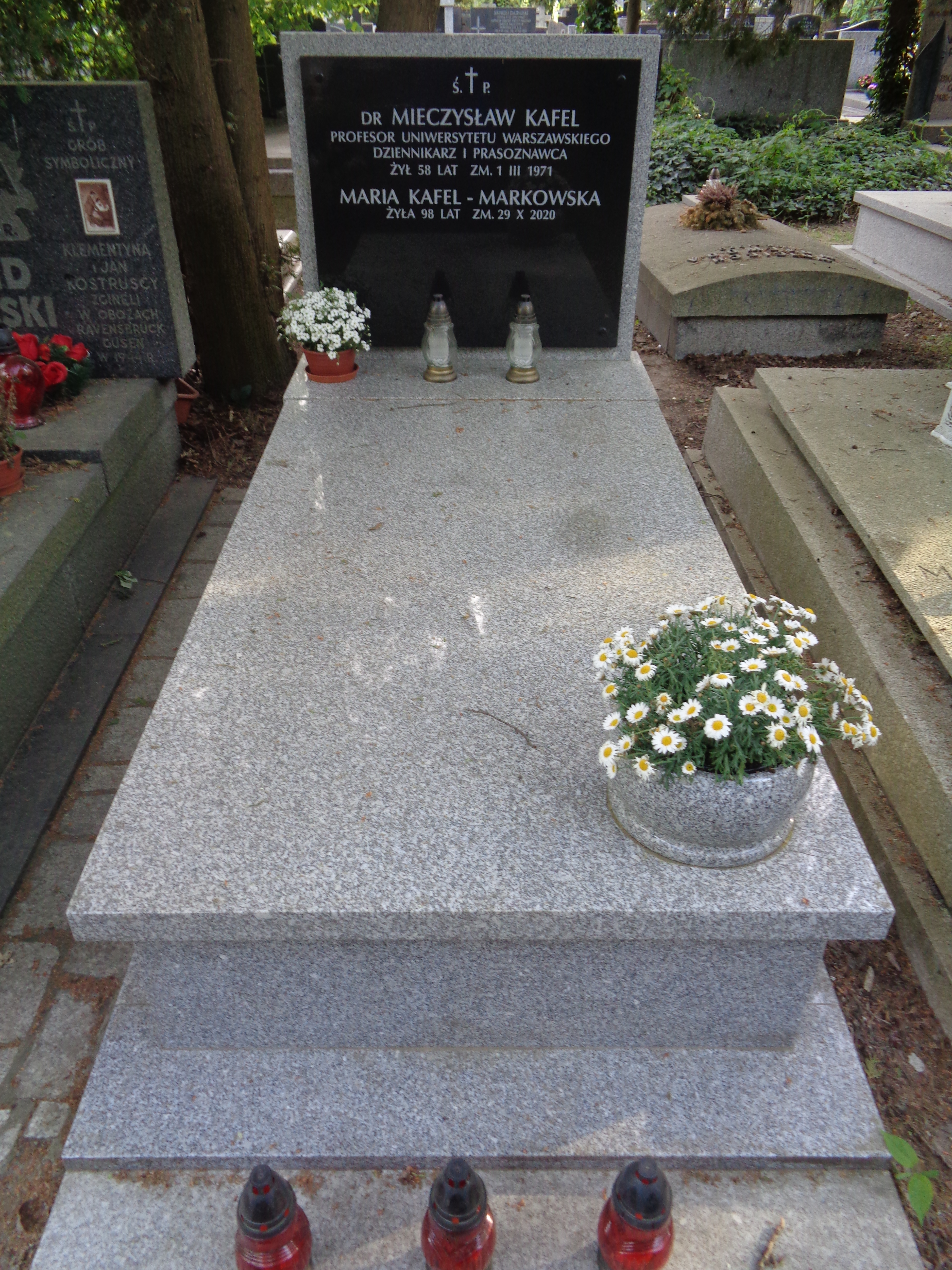
Grób Mieczysława Kafela na Cmentarzu Wojskowym na Powazkach

## Publikacje
- Ekonomiczne oblicze zawodu dziennikarskiego w Polsce (1945)
- Wstęp do prasoznawstwa (1946; współautor: Antoni Olcha)
- Mały ilustrowany słownik techniki wydawniczej (1953)
- Zasady techniki wydawniczej oraz układu graficznego gazety i książki (1954)
- Zarys techniki wydawniczej (1955)
- Prasa współczesna. materiały i opracowania. Z. 1 (1956; współautorzy: Stefan Arski, Jan Halpern, Stanisław Ludkiewicz)
- Z dziejów drukarstwa polskiego (1957; współautorzy: Bartłomiej Golka, Zbigniew Kłos)
- Wstęp do prasoznawstwa (1959)
- Z gazetą na ty (1961; współautor: Michał Szulczewski)
- Prasoznawstwo. Wstęp do problematyki (1966)
  - Mass Communication Research (wyd. ang.)

## Odznaczenia i wyróżnienia
- Krzyż Kawalerski Orderu Odrodzenia Polski
- Złoty Krzyż Zasługi
- Nagrody naukowe